# 弗朗索瓦·巴鲁安
弗朗索瓦·巴鲁安（法語：François Baroin，法語發音：[fʁɑ̃swa baʁwɛ̃]；1965年6月21日—），法国政治人物，在弗朗索瓦·菲永第三次内阁中担任财政部长。
弗朗索瓦·巴鲁安出身律师，并曾短暂担任过政治记者。他受到前总统雅克·希拉克赏识，并于1995年担任希拉克总统竞选的发言人。此后历任海外领土部长。2007年5月，前任内政部长尼古拉·萨科奇当选总统之后，他短暂接替内政部长职务。
巴鲁安曾是记者玛丽·德吕克的伴侣，直到2008年两人分手为止。2009年，开始与米谢勒·拉罗克交往。
他毕业于 巴黎第二大学.